# Barbie in: Eine Weihnachtsgeschichte
Barbie in: Eine Weihnachtsgeschichte (Original: Barbie in 'A Christmas Carol' ) ist ein Film von William Lau, der im Jahr 2008 erschien. Er ist der 14. Film der computeranimierten Barbie-Filmreihe. Die Handlung beruht auf der Erzählung A Christmas Carol von Charles Dickens. Barbie wird im englischen Original von Kelly Sheridan gesprochen, in der deutsch synchronisierten Fassung von Ilona Brokowski.

## Handlung
Barbies kleine Schwester Kelly will einfach nicht zu einem Gala-Dinner gehen. Deshalb versucht Barbie sie mit einer Geschichte zu überzeugen. Diese Geschichte handelt von Eden, einer berühmten Sängerin an einem Londoner Theater, die so hartherzig und erfolgsbesessen ist, dass sie sogar zu Weihnachten sowohl ihre Freundin Catherine als auch ihre Angestellten dazu zwingt, während der Feiertage zu arbeiten. Einzig die Angst davor, ihren Job zu verlieren, bringt Catherine und die anderen schließlich dazu, im Büro zu erscheinen. In der Weihnachtsnacht rächt sich allerdings Edens Verhalten, denn im Schlaf erscheinen Eden drei sehr ungewöhnliche Weihnachtsgeister. Diese entführen den verwöhnten Star auf eine seltsame Reise und führen Eden zu schlimmen Begebenheiten während ihrer Jugend, zeigen ihr gleichzeitig aber auch, wie ihre Zukunft sein wird, damit sie begreifen soll, wie hartherzig sie ist und dass sie ihr Leben ändern muss, um sich und andere glücklich zu machen. Zunächst erscheint ihre Tante Marie. Sie ist von Ketten umhüllt, die sie wegen ihrer Selbstsüchtigkeit tragen muss. Deshalb ist sie gekommen, um Eden zu warnen, damit sie nicht den gleichen Weg einschlägt wie sie. Tante Marie kündigt an, dass Eden Besuch von drei Geistern bekommen werde.
Alsbald erscheint der Geist der vergangenen Weihnacht in Gestalt einer etwas tollpatschigen Weihnachtselfe mit einem großen Redeschwall. Diese entführt Eden zurück in ihre Kindheit, die sehr von ihrer Tante Marie bestimmt wurde, die nur strebsames Arbeiten kannte und dies auch von der jungen Eden forderte, selbst an Weihnachten. Als sie sich damals heimlich zu ihrer Freundin Catherine geschlichen hatte und dort fröhlich mitfeierte, hatte Tante Marie sie mit strenger Miene wieder heimgeholt. 
Nach dieser Erinnerung erscheint Eden der Geist der gegenwärtigen Weihnacht, diesmal eine etwas erfahrenere Weihnachtselfe. Diese führt Eden ins Theater, wo ihre Angestellten aufgrund ihrer Anweisung arbeiten müssen. Hier muss Eden miterleben, wie die Angestellten ihr Bildnis mit Tomaten bewerfen und sie als Monster betiteln, aber sie erfährt auch was Mitgefühl bedeutet, denn Catherine ist auf dem Weg zum Waisenhaus, um den Kindern dort eine Freude zu machen. Am nächsten Tag kommt der dritte angekündigte Geist. Dieser Geist der zukünftigen Weihnacht bringt Eden auch zum Theater, wo ein Desaster auf sie wartet, denn nachdem sie ihre „alten“ Angestellten entlassen hatte und die neu angestellten versagten, verging auch ihre Berühmtheit. Sie muss nun in Armut und ohne Freunde leben. Als sie Catherine besucht erlebt sie, wie diese nun erfolgreich, aber ebenso hartherzig ist wie sie selbst zur Zeit ihrer Berühmtheit.
Eden ist glücklich am nächsten Tag wieder in der Gegenwart aufzuwachen und nun alles noch ändern zu können, damit es nicht so trostlos in ihrer Zukunft aussieht. Sie beschenkt sogleich ihre Angestellten und schickt sie zu ihren Familien nach Hause. Anschließend begleitet sie Catherine zu den Kindern im Waisenhaus, die sehr stolz sind einen so berühmten Star begrüßen zu dürfen. Eden fährt danach gemeinsam mit ihrer Freundin zu deren Eltern, wo sie alle fröhlich Weihnachten miteinander feiern wollen.

## Synchronisation
Die Synchronarbeiten fanden bei der Deutschen Synchron in Berlin nach einem Dialogbuch und Dialogregie von Beate Gerlach statt.
| Rolle                             | Originalsprecher    | Deutsche Sprecher  |
| --------------------------------- | ------------------- | ------------------ |
| Barbie                            | Kelly Sheridan      | Ilona Brokowski    |
| Eden Starling                     | Morwenna Banks      | Ilona Brokowski    |
| Eden Starling – Gesang            | Melissa Lyons       | Anita Hopt         |
| Eden Starling (jung)              | Prudence Edwards    | Ilona Brokowski    |
| Eden Starling (jung) – Gesang     | Leanne Araya        | Lydia Morgenstern  |
| Catherine                         | Kandyse McClure     | Tina Haseney       |
| Catherine – Gesang                | Shauntia Fleming    | Jasmin Schmidt     |
| Chuzzlewit                        | Kathleen Barr       | Kathleen Barr      |
| Tante Marie                       | Pam Hyatt           | Astrid Bless       |
| Geist der vergangenen Weihnacht   | Tabitha St. Germain | Anja Rybiczka      |
| Geist der gegenwärtigen Weihnacht | Kathleen Barr       | Sonja Deutsch      |
| Geist der zukünftigen Weihnacht   | Gwynyth Walsh       | Arianne Borbach    |
| Tammy                             | Amelia Henderson    | Henriette Ganz     |
| Tammy – Gesang                    | Michael Ann Angone  | Cathlen Gawlich    |
| Ann                               | Shannon Chan-Kent   | Sonja Spuhl        |
| Freddy                            | Luke Smith          | Gerrit Schmidt-Foß |
| Freddy – Gesang                   | Anthony Fett        | Tobias Kaufhold    |
| Heimleiter                        | Fabrice Grover      | Rainer Gerlach     |
| Jacob                             | Morgan Roff         | Ivo Kortlang       |
| Maurice                           | Fabrice Grover      | Nico Mamone        |
| Maurice – Gesang                  | Tim Fett            | Dierk Prawdzik     |
| Mrs. Beadnell                     | Melissa Lloyd       | Silke Matthias     |
| Nan                               | Shannon Chan-Kent   | Maria Koschny      |